# Градище (Пещани)
Вижте пояснителната страница за други значения на Градище.
Градище (на македонска литературна норма: Градиште) е археологически обект, римски каструм (укрепен лагер) край охридското село Пещани, Северна Македония.

## Местоположение
Градище се намира на малък полуостров на Охридското езеро, на 2,5 km югозападно от селото. Днес тук частично се простира съвременният къмпинг „Градище“, а в непосредствена близост под възвишението е къснобронзовото и ранножелязно селище Залив на костите и музейната възстановка Музей на вода.

## Описание
На повърхността на заравненото плато са запазени основи на основите на отбранителните стени, изградени от ломен камък и варов хоросан, които днес са реконструирани заедно с портата. Ширината на стените е 1,80 m. Вътре в крепостта могат да се видят останки от кули и по-малки сгради, фрагменти от керамични съдове, питоси и строителен материал.